# Bornshyttan
Bornshyttan var en av de tre hyttor som anlades utefter sjön Yngens östra sida. De andra var Torskebäckshyttan och Åskaghyttan. 